# Gymnoris dentata
El gorrión chico (Gymnoris dentata)es una especie de ave de la familia Passeridae. Se encuentra en África desde Mauritania hasta Guinea y este de Eritrea y sudoeste de la península arábiga en su hábitat natural de sabana seca y tierra de arbustos subtropical o tropical.

## Descripción
El gorrión chico es un ave pequeña con un pico cónico largo y una cola corta. Crece a una longitud de cerca de 13 cm (5 pulg). El macho tiene una corona gris, una lista superciliar amplia pero poco definida café rojiza, y cara y garganta café grisácea, rodeado de peto blanco cremoso. El pico del macho es negro durante la temporada de cría pero coloreado cuerno durante el resto del año. El plumaje en las partes superiores y cola es principalmente café sin blanco en la cola. La garganta superior tiene una mancha amarillenta poco definida, y el pecho es crema llegando a ser blanco en el vientre. La hembra es similar, pero tiene una lista superciliar blanca mejor definida, corona y cara más cafesosa que gris, pico coloreado cuerno todo el año, y dos barras blancas en ala. El juvenil es similar a la hembra.

## Distribución y hábitat
El gorrión chico se encuentra en hábitats adecuados en un amplio cinturón a través de la región del Sahel de África, su rango se extiende desde Senegal a Eritrea y Yemen. Su hábitat es típicamente sabana semiárida con árboles dispersos y claros cultivados cerca de asentamientos, a altitudes de arriba de cerca de 1,700 m (5,600 pies).
Distribuido por Benín, Burkina Faso, Camerún, República Centroafricana, Chad, Costa de Marfil, Eritrea, Etiopía, Gambia, Ghana, Guinea, Guinea-Bissau, Mali, Mauritania, Níger, Nigeria, Senegal, Sierra Leona, Sudán, Togo, Uganda y Yemen.

## Estatus
Estas especies tienen un rango extremadamente amplio y es descrito como común en algunas partes de su rango. La población parece ser estable y amenazas no específicas han sido identificadas, así la Unión Internacional para la Conservación de la Naturaleza ha juzgado su estatus conservacionista como siendo de "poco preocupación".